# Metal alternativo

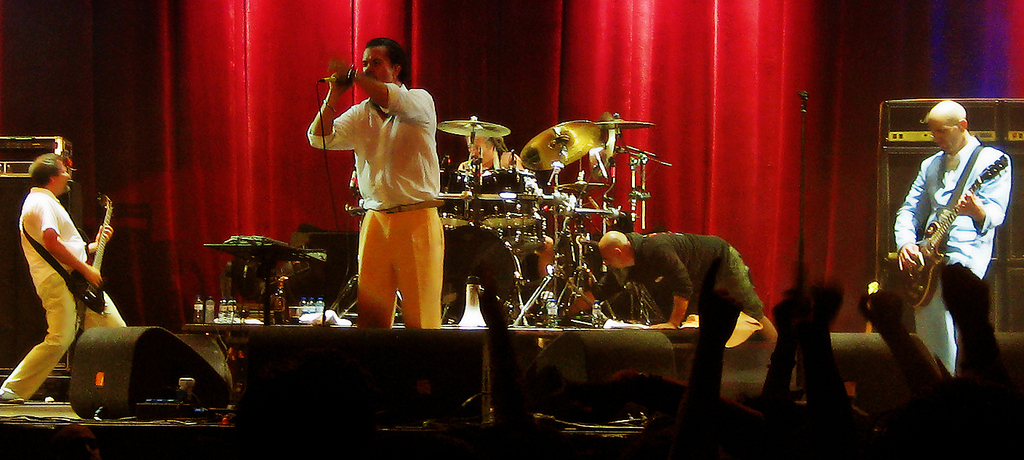
Faith No More se apresentando em 2009

Metal alternativo (em inglês: alternative metal) é um gênero que combina heavy metal com influências do rock alternativo e outros gêneros normalmente não associados ao metal. Bandas de metal alternativo são frequentemente caracterizadas por riffs de guitarra fortemente afinados e de ritmo médio, uma mistura de vocais melódicos acessíveis e vocais ásperos e, as vezes, sons não convencionais dentro de outros estilos de heavy metal. O termo está em uso desde a década de 1980, embora tenha ganhado destaque na década de 1990.

Outros gêneros considerados parte do metal alternativo incluem o rap metal e o funk metal, ambos os quais influenciaram outro subgênero proeminente, o nu metal. O nu metal expande a sonoridade do metal alternativo, combinando seus estilos vocais e riffs afinados com elementos de outros gêneros, como hip hop, funk, thrash metal, hardcore punk e metal industrial.

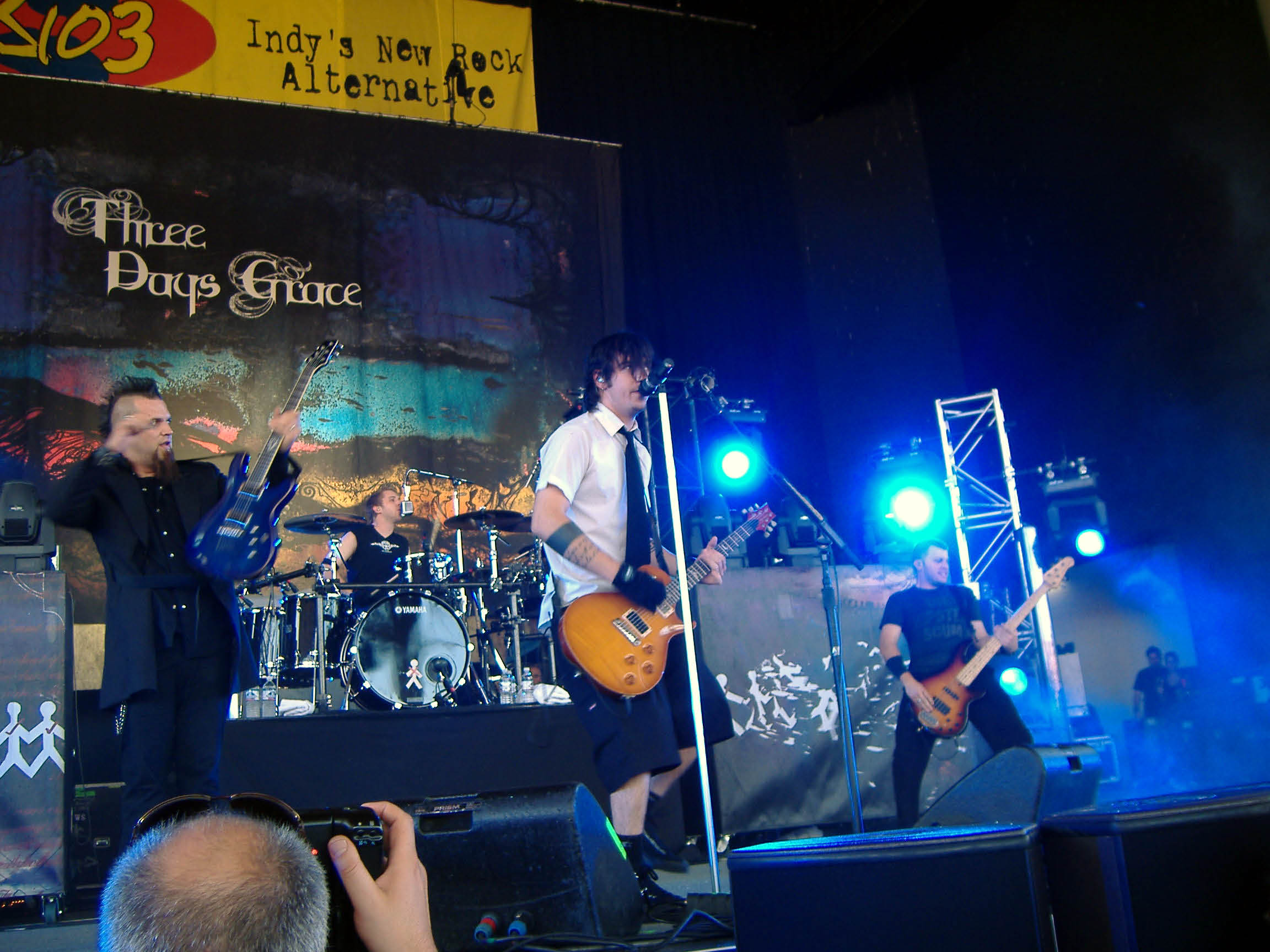
Three Days Grace

O metal alternativo começou na década de 1980 com bandas como Faith No More, Living Colour, Soundgarden e Jane's Addiction. O gênero alcançou sucesso na década de 1990 com a popularidade de bandas como Helmet, Tool e Alice in Chains. No final dos anos 1990 e início dos anos 2000, o nu metal alcançou popularidade mainstream com o sucesso de bandas como Korn, Limp Bizkit, P.O.D., Papa Roach, Disturbed, Godsmack, System of a Down, Linkin Park, Slipknot, e Staind. Depois de 2003, a popularidade do nu metal começou a declinar, com bandas como Korn, Limp Bizkit experimentando um declínio nas vendas de álbuns e muitas bandas de nu metal mudando para outros gêneros. No entanto, a popularidade do metal alternativo continuou em meados do final dos anos 2000 com o sucesso contínuo de bandas como Disturbed, Godsmack e System of a Down e o sucesso mainstream de bandas emergentes como Evanescence, Three Days Grace e Breaking Benjamin.